# Joseph Rheden
Joseph Rheden, född 5 april 1873 i Amlach, Österrike-Ungern, död 6 augusti 1946 i Lienz, Österrike, var en österrikisk astronom.
Han var svärson till den österrikiske astronomen Johann Palisa.
Minor Planet Center listar honom som upptäckare av 3 asteroider mellan 1913 och 1916.

## Asteroid upptäckt av Joseph Rheden
| 744 Aguntina | 26 februari 1913 |
| 771 Libera   | 21 november 1913 |
| 844 Leontina | 1 oktober 1916   |